# 岩殿丘陵
岩殿丘陵（いわどのきゅうりょう）は、埼玉県東松山市・比企郡鳩山町・嵐山町・ときがわ町・入間郡毛呂山町・越生町に広がる丘陵地帯。南側と西側を越辺川、北側と東側を都幾川で区切られた丘陵である。比企南丘陵、物見山（ものみやま）丘陵ともいう。

## 概要

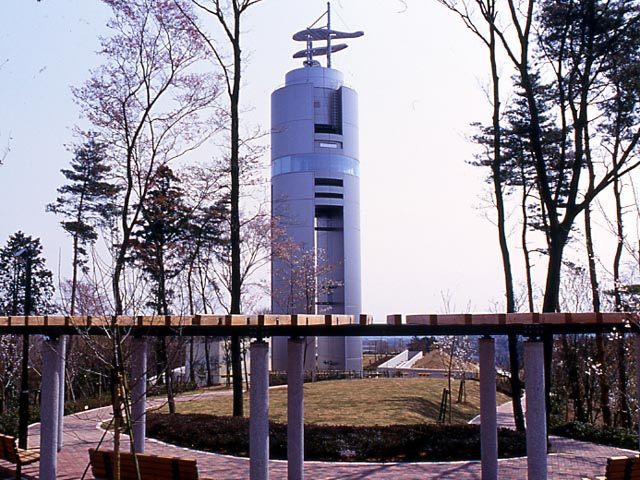
埼玉県平和資料館

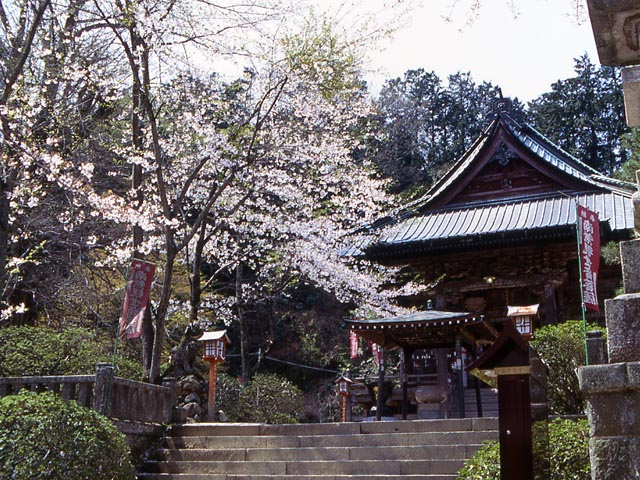
岩殿観音

丘陵の東縁は高坂台地、西縁は関東山地（外秩父山地）、南縁は越辺川や高麗川低地と接している。このうち西側は外秩父山地と接しているものの、山地との間には谷が発達しているため地形的には明瞭に区別できる。
丘陵の地形は東部の物見山（標高134.9m）や西部の越生町六地蔵付近の山頂（標高136.7m）で高くなっており、丘陵の中部は泉井川や鳩川などによって開析して沖積低地を形成している。
1969年（昭和44年）頃までは森林が広がっていたが、大規模な宅地造成やゴルフ場の開発などが進んでいる。 東京からのアクセスの良さから、特に交通の便の良い東側や南側を中心に、その地形を生かし大規模新興住宅団地をはじめ（日本のニュータウン#関東地方埼玉県参照）、研究機関や大学、レジャー施設が数多く開発されている。物見山に隣接する埼玉県平和資料館の展望塔からは関東平野を一望することが可能である。

## 主な施設

### 住宅団地
- 高坂ニュータウン（東松山市）
- 鳩山ニュータウン（鳩山町）
- ガーデンシティ目白台（毛呂山町）

### 教育機関
- 大東文化大学（東松山市）
- 東京電機大学（鳩山町）
- 山村学園短期大学（鳩山町）
- 埼玉県立鳩山高等学校（鳩山町）
- 埼玉県立玉川工業高等学校 （ときがわ町）

### 観光・レジャー
- 物見山 （東松山市）
  - 埼玉県平和資料館（東松山市）
- 岩殿観音 （東松山市）
- 市民の森（東松山市）
- 埼玉県こども動物自然公園（東松山市）
- 笛吹峠 （嵐山町）
- 旧鎌倉街道（鳩山町・嵐山町）

### ゴルフ場
- 高坂カントリークラブ（東松山市）
- 石坂ゴルフ倶楽部（鳩山町）
- 清澄ゴルフ倶楽部（東松山市）
- 武蔵松山カントリークラブ（東松山市）
- 嵐山カントリークラブ（嵐山町）
- 鳩山カントリークラブ（鳩山町）
- 越生ゴルフクラブ（越生町）
- 日本カントリークラブ（越生町）
- 入間カントリークラブ（毛呂山町）
- 武蔵富士カントリークラブ（毛呂山町）

### その他
- 関越自動車道 高坂サービスエリア （東松山市）
- 地球観測センター（鳩山町）
- 日立基礎研究所（鳩山町）
- 玉川工業団地（ときがわ町）